# The Long Con (Lost)
The Long Con este un episod al serialului de televiziune Lost, sezonul 2.